# La Grande Prairie
Pour plus de détails, voir Fiche technique et Distribution.
La Grande Prairie (titre original : The Vanishing Prairie) est un film documentaire américain réalisé par James Algar, sorti en 1954.
Produit par Walt Disney Pictures  pour sa collection True-Life Adventures, ce documentaire s'intéresse à la disparition des grandes prairies américaines qui existaient à l'époque des pionniers, notamment à la savane entre le fleuve Mississippi et les montagnes Rocheuses.
Le film obtient l'Oscar du meilleur film documentaire lors de la 27e cérémonie des Oscars, en 1955, et remporte la même année l'Ours d'argent du meilleur documentaire lors de la 5e Berlinale. James Algar avait déjà reçu ce même Oscar l'année précédente pour son documentaire Le Désert vivant.

## Synopsis
Le film présente la vie durant la journée sur une année d'antilocapres, de chiens de prairie, de mouflons d'Amérique, de couguars, de bisons et des nombreux autres animaux des prairies du Midwest.

## Fiche technique
Sauf mention contraire, les informations proviennent des sources suivantes : Leonard Maltin
- Titre : La Grande Prairie
- Titre original : The Vanishing Prairie
- Réalisation : James Algar
- Scénario : James Algar, Winston Hibler, Ted Sears
- Narrateur : Winston Hibler
- Photographie : Tom McHugh, James R. Simon, Paul Kenworthy, Cleveland Grant, Lloyd Beebe, Herb Crisler, Dick Borden, Warren Garst, Murl Beusing, Olin Sewall Pettingill, Stuart V. Jewell
- Montage : Lloyd L. Richardson
- Musique : Paul J. Smith
  - Orchestrations : Edward H. Plumb, Joseph Dubin
- Son : C.O. Slyfield (directeur), Harold J. Steck (enregistreur)
- Effets d'animation : Joshua Meador, Art Riley
- Effets spéciaux: Ub Iwerks
- Producteurs : Ben Sharpsteen (délégué), Erwin Verity
- Société de production : Walt Disney Production
- Société de distribution : Buena Vista Distribution
- Pays de production :  États-Unis
- Langue : anglais
- Format : Technicolor, d'après une source en 16 mm
- Durée : 71 minutes
- Dates de sortie :
  - États-Unis : 16 août 1954 (New York première) / 17 août 1954 (sortie nationale)
  - France et Belgique : 2 septembre 1955
  - Allemagne de l'Ouest : 11 juillet 1955
  - Suède : 7 novembre 1955
  - Finlande : 10 février 1956
  - Japon : 21 mars 1956
- Affiche : Jean Mascii (France)

## Origine et production
Lors d'un voyage en août 1948 en Alaska, Walt Disney rencontre Alfred Milotte, propriétaire d'un magasin d'appareils photos et sa femme institutrice Elma. Ils engagent une discussion sur les documentaires consacrés à l'Alaska dont le résultat sera le poste de photographe sur la série de documentaires animaliers True-Life Adventures. Le premier épisode est L'Île aux phoques (On Seal Island) sorti en décembre 1948. Plusieurs courts métrages sont réalisés dans cette série grâce à des séquences tournées par des naturalistes photographes. Le succès des courts et moyens métrages de la série  True-Life Adventures diffusés entre 1950 et 1953 pousse le studio à produire des longs métrages. En 1953, une compilation thématique fait l'objet d'un long métrage documentaire, c'est Le Désert vivant sur les animaux du désert dans le sud-ouest des États-Unis. Le tournage du Désert vivant à peine achevé courant 1952, Disney demande aux photographes de filmer la grande prairie américaine qui s'étend entre le fleuve Mississippi et les montagnes Rocheuses. Grâce à un début de tournage avant la sortie du Désert vivant, le nouveau film, intitulé La Grande Prairie sort dès l'année suivante, en août 1954.
Malgré l'habitude de Disney de ne pas trop révéler l'envers du décor, quelques éléments de la production ont été révélés. Joe Hyams a indiqué dans un article le secret de la scène de la naissance d'un bison, le photographe Tom McHugh s'était caché avec sa caméra sous une peau de bison et avait intégré patiemment la horde, puis ayant trouvé une femelle il a attendu près d'elle qu'elle mette bas. La scène avec les chiens de prairie est en réalité une reconstitution en milieu contrôlé. De même que pour un vivarium, les photographes ont reproduit un terrier et placé derrière une vitre sans tain ont filmé les animaux après une période d'adaptation à ce nouvel environnement.
Les photographes naturalistes ont réalisé plus de 120 000 pieds (36 576 m) de pellicule en 16 mm mais seulement 30 000 pieds (9 144 m) ont été utilisés pour le film.

## Sortie au cinéma et accueil du public
À l'instar du film Le Désert vivant, La Grande Prairie est une brillante collection de séquences sur les animaux. Il reprend le principe de la collection qui dépeint le cycle de la vie au travers d'exemples pris ici parmi les animaux du Midwest. Il a été bien accueilli par le public malgré quelques critiques sur l'utilisation de musique pour dramatiser les scènes comme celle des deux mouflons se battant au son de Coro di zingari (Anvil Chorus) extrait d'Il trovatore (1853) de Verdi.
Le film a été l'occasion d'un conflit entre Disney et la commission de censure de l'État de New York, confrontation redoutée par tous. La commission a décidé d'interdire la diffusion du film La Grande Prairie dans l'État de New York en raison de la scène de la naissance d'un bison, ce qui étonna Walt Disney. Il répondit à la commission que s'il avait eu la moindre raison de croire que cette scène choquerait le public elle n'aurait jamais été projeté à l'écran... et qu'il est honteux de vouloir faire croire aux enfants de New York que les bisons sont aussi amenés par les cigognes. Une plainte a été déposée par l'American Civil Liberties Union contre la commission sans parler des nombreux débats tant dans la presse qu'ailleurs, et la commission a décidé de retirer l'interdiction de diffusion.
Des extraits du film ont été diffusés à la télévision dans l'émission Disneyland sur ABC le 11 novembre 1954 avec des extraits de L'Île aux phoques (1948). Plusieurs documentaires de la série True-Life Adventures ont été diffusés dans l'émission Disneyland durant sa première année aux côtés de compilations de courts métrages d'animation de Mickey Mouse, Donald Duck, Dingo ou Pluto.
Des extraits du films ont été utilisés pour produire quatre courts métrages éducatifs sortis en 1962 :
- The Buffalo – Majestic Symbol of the Plains
- Small Animals of the Plains
- Pioneer Trails, Indian Lore and Bird Life of the Plains
- Large Animals that Once Roamed the Plains.

## Analyse
Steven Watts écrit que la série dispense souvent des réprimandes fortes au sujet de l'impact de l'homme sur la nature avant de conclure sur un ton optimiste. Dans La Grande Prairie la conclusion est que la nature arrive toujours à s'adapter face aux nouvelles contraintes et que l'homme prendre de plus en plus conscience de ce qu'il provoque.

## Récompenses et distinctions
- 1955 : Oscar du meilleur film documentaire ors de la 27e cérémonie des Oscars.
- 1955 : Ours d'argent du meilleur documentaire lors de la 5e Berlinale[12].